# Барн
Барн је мерна јединица за површину. Иако не спада у јединице СИ система, често се са њима користи. У употреби је обично у нуклеарној физици за изражавање површине попречног пресека језгра или нуклеарне реакције. Даља примена му је у свим пољима физике високих енергија, где служи за изражавање попречног пресека разних процеса расејања.
Један барн је приближно једнак површини попречног пресека уранијумовог језгра.

## Дефиниција
Један барн (b) = 10−28 квадратних метара (m²) = 100 квадратних фемтометара (fm²) = 10−24 центиметара квадратних (cm²) (Најчешће коришћено)
- 1 милибарн (mb) = 10−31 m².
- 1 нанобарн (nb) = 10−37 m².
- 1 пикобарн(pb) = 10−40 m².
- 1 фемтобарн (fb) = 10−43 m².